# Hamburg Open 2025
Die Hamburg Open 2025 sind ein WTA-Tennisturnier der WTA Tour 2025 für Damen und ein ATP-Tennisturnier der ATP Tour 2025 für Herren in Hamburg. Sie finden für die Herren vom 19. bis 24. Mai 2025 und für die Damen vom 14. bis 20. Juli 2025 statt.

## Herrenturnier
→ Qualifikation: Hamburg Open 2025/Herren/Qualifikation

## Damenturnier
→ Qualifikation: MSC Hamburg Ladies Open 2025/Qualifikation